# Iglesia de Santa María (Amorebieta)
La iglesia de Santa María se ubica en la ribera del río Ibaizábal a su paso por el término municipal de Amorebieta, en la provincia vasca de Vizcaya. 

## Historia
Dentro del casco urbano tiene especial interés la Iglesia de Santa María de la Asunción. De fundación desconocida, existía ya en el año 1441, pues aparece citada en documentos de ese año. Templo herreriano que consta de una nave de cabecera rectangular y cinco tramos iguales cubiertos por bóveda de crucerías. Está sostenida por ocho estribos exteriores, contrafuertes que alcanzan la comisa del tejado. Se inició en el 1556 por el maestro cantero de Cortézubi, Domingo de Iturrieta de estilo gótico. Es un templo renacentista de una sola nave. Esa nave está dividida en cinco tramos iguales, en el segundo tramo se abren dos capillas que dan aspecto de cruz a la nave. La cabecera es octogonal y en el otro extremo se sitúa el coro. 
El maestro cantero de Cortézubi, Domingo de Iturrieta, fue el encargado en 1556 de abrir los cimientos del edificio. El contrato original obligaba a los compatronos -cabildo y pueblo- a pagar al reputado cantero, que más adelante trabajaría en San Miguel de Vitoria, la nada desdeñable cifra de cuarenta mil maravedís por cada uno de los siguientes diez años, al término de cuyo plazo debería estar finalizada la obra. Maese Domingo no demostraba un mínimo atisbo de ansiedad por cumplir plazos: se le pagaron esos años y otros diecisiete sin que rematara la parroquia. Tanto fue el cántaro a la fuente que se intentó ejecutar por moroso a lturrieta, pero al final todo quedó en descabalgarle del proyecto, no sin que antes se le obligara a dejar más de trescientos mil maravedís en concepto de "limosna" para la parroquia.
Los trabajos, ya bajo las órdenes de otro cantero del que se desconoce hasta su nombre, continuaban lentamente. A la gravosa financiación de materiales y artesanos contribuyó la generosidad de los feligreses y, probablemente, los parroquianos colaboraron con el trabajo comunal o 'auzolan', que todavía pervive en empresas de menor envergadura. La paciencia de cabildo y pueblo para con las obras se vio recompensada con la culminación de un templo renacentista 103 años después del inicio de la cimentación al darse por buenos los trabajos de Martín de Garay, maestro cantero de Lezama.
Debieron de pesar lo suyo en el desahogo económico de la parroquia las donaciones que hicieron a mediados del siglo XVIII, Domingo Osoategui y Martín de Celayeta, dos 'indianos' zornozanos avecindados en las ciudades de México y Lima, respectivamente. Corría el año 1749 cuando Mateo de Ajuria remató la sacristía colocada a lo ancho de la cabecera y en 1774 se levanta sobre la torre junto al río lbaizabal el definitivo campanario, obra de Juan lturburu, que constituye uno de los más intensos, esbeltos y decorados ejemplos de la provincia, al nivel de los de San Antón de Bilbao, Ceberio o Balmaseda.
Según el estudioso José Ángel Barrio Loza, las importantes obras de remodelación llevadas a cabo entre julio de 1998 y marzo de 1999 en las que han aunado un considerable esfuerzo económico Ayuntamiento, Obispado, Diputación, feligreses y empresas colaboradoras «han permitido elevar la valoración muy alta que de por sí tenía la iglesia. Con las bóvedas, portadas, claves, retablos restaurados se realza un edificio sumamente generoso que presenta un estado de conservación envidiable a la hora de entrar en el siglo XXI».

## Descripción
El templo tiene tres entradas, la principal es un arco del triunfo de dos pisos y cuenta con un ejemplar de portada-retablo. La iglesia mide en torno a los 33 metros. El Coro, a los pies, se extiende sobre todo el último tramo apoyado en tres arcos escarzanos. El pórtico data de 1849, se encuentra dividido en quince tramos por arcos de medio punto sobre pilastras que recorren buena parte del perímetro de la iglesia. La torre, construida entre 1771 y 1773, es de estilo barroco. El cuerpo inferior lleva adosado un grueso contrafuerte lateral, en el segundo cuerpo aparece el campanario, con entrantes y salientes muy originales; la cúpula corona el tercer cuerpo.
Del mobiliario cabe citar el Retablo Mayor (1749-1775), en madera de estilo rococó, con una magnífica talla del titular (siglo XVIII), retablos barrocos de hacia 1715 de San José y la Virgen del Rosario y, en la Sacristía, una cajonería rococó, preciosa pieza de ebanistería con detalles decorativos. Las bóvedas de la Sacristía llaman la atención por las pinturas murales de estilo rococó que las decoran, imitando en trampantojo el cielo atravesado por pérgolas florales y símbolos religiosos.
La Iglesia de Santa María de la Asunción de Amorebieta es, según los expertos, una de las mejores manifestaciones arquitectónicas dentro del clasicismo en el País Vasco y, junto con San Juan de Molinar de Gordejuela, el más importante de los templos renacentistas de una nave de Vizcaya, lo que ha llevado al edificio a ser calificado Monumento Histórico-Artístico protegido por la Diputación Foral de Vizcaya.
Sólida, pero amplia y airosa, está formada por agrupación de elementos de diferentes épocas: la obra principal, desde mediados del siglo XVI a mediados del siglo XVII; la sacristía y el elegante campanario, de bien entrado el  siglo XVIII; el excepcional y recientemente restaurado retablo mayor -«el mejor de Vizcaya en el estilo rococó»-, también de mediados del siglo XVIII, para finalizar con el pórtico neoclásico, de mediados del siglo XIX, sustituto del ya renovado en 1792 fruto de un suculento donativo de María Benita de Celayeta.